# المتنزه الأولمبي الوطني

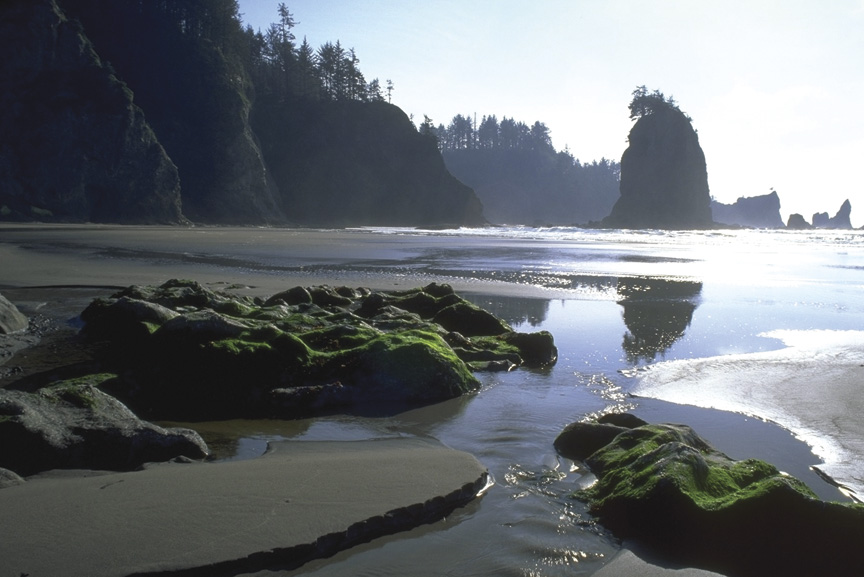
صورة للمتنزه الأولمبي الوطني.

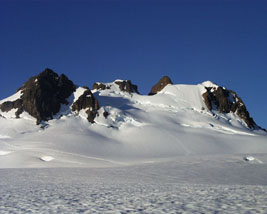
جبل في المتنزه الأولمبي الوطني

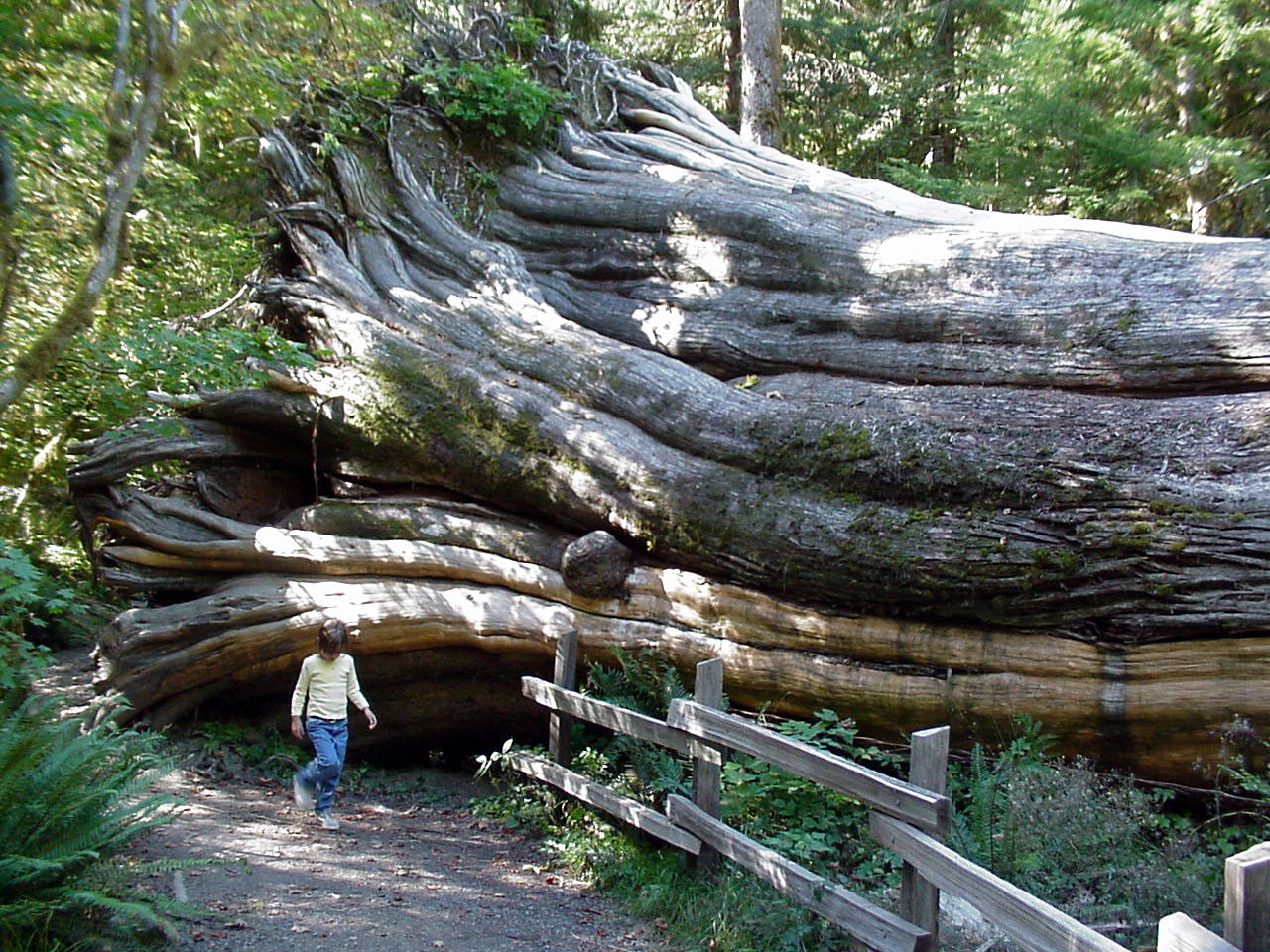

المتنزه الأولمبي الوطني (بالإنجليزية: Olympic National Park)‏ هو حديقة وطنية تقع في ولاية واشنطن، الولايات المتحدة. أول من أسس هذه الحديقة كان الرئيس ثيودور روزفلت عام 1909، وثم تم الموافقة على الموقع رسميا من قبل فرانكلين روزفلت عام 1938. أصبحت الحديقة أحد مواقع برنامج الإنسان والمحيط الحيوي في عام 1981، وأحد مواقع التراث العالمي عام 1988.
تقع الحديقة الوطنية الأولمبية في ولاية واشنطن الأمريكية في شبه الجزيرة الأوليمبية. ويمكن تقسيم الحديقة إلى أربع مناطق رئيسة: ساحل المحيط الهادئ والمناطق الألبية والجانب الغربي من الغابات المطيرة المعتدلة وغابات الجانب الشرقي الأكثر جفافًا. وقد أنشأ الرئيس الأمريكي ثيودور روزفلت في الأصل النصب التذكاري الوطني لجبل أوليمبوس في عام 1909م وبعدما صوت الكونغرس لصالح تفويض إعادة تعيين لحالة الحديقة الوطنية، وقع الرئيس فرانكلين روزفلت على التشريع في 29 من يونيو 1938م. وفي عام 1976م، أصبحت الحديقة الوطنية الأوليمبية محمية حيوية دولية، وفي عام 1981م تم إدراجها لتكون أحد مواقع التراث العالمي. وفي عام 1988م، قرر الكونغرس تخصيص 95 في المائة من الحديقة للحياة البرية الأوليمبية.

## المناخ
يظهر الجدول التالي التغييرات المناخية على مدار السنة لالمتنزه الأولمبي الوطني:
| البيانات المناخية لـالمتنزه الأولمبي الوطني                                                            | البيانات المناخية لـالمتنزه الأولمبي الوطني | البيانات المناخية لـالمتنزه الأولمبي الوطني | البيانات المناخية لـالمتنزه الأولمبي الوطني | البيانات المناخية لـالمتنزه الأولمبي الوطني | البيانات المناخية لـالمتنزه الأولمبي الوطني | البيانات المناخية لـالمتنزه الأولمبي الوطني | البيانات المناخية لـالمتنزه الأولمبي الوطني | البيانات المناخية لـالمتنزه الأولمبي الوطني | البيانات المناخية لـالمتنزه الأولمبي الوطني | البيانات المناخية لـالمتنزه الأولمبي الوطني | البيانات المناخية لـالمتنزه الأولمبي الوطني | البيانات المناخية لـالمتنزه الأولمبي الوطني | البيانات المناخية لـالمتنزه الأولمبي الوطني |
| الشهر                                                                                                  | يناير                                       | فبراير                                      | مارس                                        | أبريل                                       | مايو                                        | يونيو                                       | يوليو                                       | أغسطس                                       | سبتمبر                                      | أكتوبر                                      | نوفمبر                                      | ديسمبر                                      | المعدل السنوي                               |
| --- | ------------------------------------------- | ------------------------------------------- | ------------------------------------------- | ------------------------------------------- | ------------------------------------------- | ------------------------------------------- | ------------------------------------------- | ------------------------------------------- | ------------------------------------------- | ------------------------------------------- | ------------------------------------------- | ------------------------------------------- | ------------------------------------------- |
| الدرجة القصوى °ف (°م)                                                                                  | 64 (18)                                     | 67 (19)                                     | 69 (21)                                     | 78 (26)                                     | 87 (31)                                     | 93 (34)                                     | 96 (36)                                     | 97 (36)                                     | 91 (33)                                     | 76 (24)                                     | 70 (21)                                     | 65 (18)                                     | 97 (36)                                     |
| متوسط درجة الحرارة الكبرى °ف (°م)                                                                      | 40.7 (4.8)                                  | 44.9 (7.2)                                  | 50.3 (10.2)                                 | 56.9 (13.8)                                 | 63.5 (17.5)                                 | 68.1 (20.1)                                 | 73.8 (23.2)                                 | 74.1 (23.4)                                 | 68.5 (20.3)                                 | 56.9 (13.8)                                 | 46.4 (8.0)                                  | 42.0 (5.6)                                  | 57.2 (14.0)                                 |
| متوسط درجة الحرارة الصغرى °ف (°م)                                                                      | 31.1 (−0.5)                                 | 32.3 (0.2)                                  | 34.1 (1.2)                                  | 37.3 (2.9)                                  | 42.0 (5.6)                                  | 46.6 (8.1)                                  | 49.9 (9.9)                                  | 50.9 (10.5)                                 | 47.5 (8.6)                                  | 41.1 (5.1)                                  | 35.7 (2.1)                                  | 32.7 (0.4)                                  | 40.1 (4.5)                                  |
| أدنى درجة حرارة °ف (°م)                                                                                | 2 (−17)                                     | 8 (−13)                                     | 15 (−9)                                     | 26 (−3)                                     | 29 (−2)                                     | 32 (0)                                      | 36 (2)                                      | 36 (2)                                      | 32 (0)                                      | 21 (−6)                                     | 10 (−12)                                    | 8 (−13)                                     | 2 (−17)                                     |
| الهطول إنش (مم)                                                                                        | 9.02 (229)                                  | 6.90 (175)                                  | 6.02 (153)                                  | 3.27 (83)                                   | 1.84 (47)                                   | 1.20 (30)                                   | 0.75 (19)                                   | 1.21 (31)                                   | 1.77 (45)                                   | 5.27 (134)                                  | 9.17 (233)                                  | 9.88 (251)                                  | 56.3 (1٬430)                                |
| متوسط تساقط الثلوج إنش (سم)                                                                            | 7.1 (18)                                    | 2.0 (5.1)                                   | 1.2 (3.0)                                   | 0 (0)                                       | 0 (0)                                       | 0 (0)                                       | 0 (0)                                       | 0 (0)                                       | 0 (0)                                       | 0 (0)                                       | 1.1 (2.8)                                   | 3.1 (7.9)                                   | 14.5 (36.8)                                 |
| متوسط أيام هطول الأمطار (≥ .01 in)                                                                     | 17                                          | 15                                          | 16                                          | 13                                          | 11                                          | 9                                           | 5                                           | 6                                           | 8                                           | 14                                          | 18                                          | 17                                          | 149                                         |
| المصدر: "ELWHA RANGER STN, WASHINGTON". Western Regional Climate Center. مؤرشف من الأصل في 2023-06-03. |                                             |                                             |                                             |                                             |                                             |                                             |                                             |                                             |                                             |                                             |                                             |                                             |                                             |

## الوصلات الخارجية والمصادر
- "Olympic National Park". National Park Service. مؤرشف من الأصل في 2010-10-13. اطلع عليه بتاريخ 2011-07-08.
- "The Pacific Northwest Olympic Peninsula Community Museum". University of Washington. مؤرشف من الأصل في 2019-03-21. اطلع عليه بتاريخ 2011-07-08.
- "The Evergreen Playground Online museum". University of Washington. مؤرشف من الأصل في 2019-01-22. اطلع عليه بتاريخ 2011-07-08.